# زاغ درختی سوماترا
زاغ درختی سوماترا(نام علمی: Dendrocitta occipitalis) نام یک گونه از سرده زاغ‌های درختی دم‌دراز است.